# First Inner Mongolia Machinery Factory
La Inner-Mongolia First Machine Group Company Limited (内蒙古第一机械制造 (集团)公司) è un'azienda produttrice di equipaggiamenti militari cinese, fornitrice dell'Esercito Popolare di Liberazione. La First Inner Mongolia Machinery Factory (Prima fabbrica di macchinari della Mongolia Interna) è uno stabilimento della Mongolia Interna, conosciuto anche come Impianto Nº 617 o Stabilimento Carri di Baotou.

## Prodotti
- MBT-2000, carro armato.
- Type 96, carro armato.
- Type 88, carro armato.
- Type 69/79, carro armato.
- Type 59, carro armato.
- Carro antincendio cinese.
- North-Benz, autocarri pesanti su licenza Mercedes Benz a partire dal 2002, conosciuti come autocarri BeiBen Truck.
- vagoni ferroviari.
- bulldozer.
- sucker roads.